# Ol-Svenshån
Ol-Svenshån är en sjö i Härjedalens kommun i Härjedalen och ingår i Ljusnans huvudavrinningsområde.